# كالوم هيمينغ
كالوم هيمينغ (بالإنجليزية: Callum Hemming)‏ هو لاعب كرة الريشة بريطاني، ولد في 27 يونيو 1999 في ميلتون كينز في المملكة المتحدة.

## وصلات خارجية
- كالوم هيمينغ على موقع BWF.tournamentsoftware.com (الإنجليزية)
- كالوم هيمينغ على موقع BWFbadminton.com (الإنجليزية)